# Capasa sublimbaria
Capasa sublimbaria là một loài bướm đêm trong họ Geometridae.